# Бели пут
Бели Пут је српска издавачка кућа основана 2005. у Београду, а специјализована је за стрипове, дечје књиге и уметничку прозу. Основно усмерење је преводно објављивање познатих светских дела у трајном облику.
Највећи утицај је остварен на пољу објављивања стрипова, где је „Бели Пут“ поред уметнички квалитетних наслова увео на српско тржиште и издавачки формат интеграла и графичких новела, који у један том сабирају више стрипских албума или свезака.

## Стрипови у издању „Белог Пута“
Предузеће је у првих пет година објавило преко 40 луксузних стрипских књига у едицијама „Графичке новеле“, „Интеграли“, „88“ и „Стрипови Стрипови“.

### Графичке новеле
- 100 метака - сценариста Брајан Азарело и цртач Едуардо Рисо
- В као вендета - сценариста Алан Мур и цртач Дејвид Лојд
- Град греха - Френк Милер
- Жива мета - сценариста Питер Милиган и цртач Едвин Биуковић
- Лига изузетних џентлмена - сценариста Алан Мур и цртач Кевин О'Нил
- Надзирачи - сценариста Алан Мур и цртач Дејв Гибонс
- Бетмен: Повратак мрачног витеза - написао и нацртао Френк Милер, обојила Лин Варли
- Проповедник - сценариста Гарт Енис и цртач Стив Дилон
- Сендмен - сценариста Нил Гејман, цртач Дејв Макин и други
- Џон Константин / Hellblazer - 	сценариста Питер Милиган и цртачи Сајмон Бизли, Ђузепе Камунколи, Стефано Ландини и други

### Сабрани Гаша Шепртља
У октобру 2012, „Бели пут“ је објавио прве три од планираних шест књига целокупног „Гаше Шепртље“, са преводом Ђорђа Димитријевића, на основу француског коначног канонског издања, укључујући табле које до сада нису објављиване у Србији.
- Гаша Шепртља. 1-4, „Бели пут“. .
- Гаша Шепртља. 5-7, „Бели пут“. .
- Гаша Шепртља. 8-10, „Бели пут“. .

### Пријем код критике и читалаца
Оцена критике поводом делатности „Белог Пута“ је била повољна, а издања се редовно увршћују у „стрипске догађаје године“ на листи критичара НИН-а.
Одзив публике је у већини случајева био комерцијално задовољавајући, што је утицало на нагло оживљавање тржишта стрипских књига у Србији, које је било замрло још од краја осамдесетих. Неке од стрипских књига су штампане у два тиража (Бетмен: Повратак мрачног витеза, 300, Сендмен...) па чак и три (Хогар Страшни: Најбоље од мене).